# Cá chó
Chi Cá chó (Danh pháp khoa học: Esox) là một chi cá nước ngọt, phân bố ở Bắc Mỹ và châu Âu. Loài nổi bật trong chi này là cá chó phương bắc (Esox lucius) và mới đây nhất là loài mới được phát hiện là cá chó Aquitanian (Esox aquitanicus). Chúng được coi là tồn tại từ kỷ Paleogene cho tới nay Những dữ liệu khảo cổ ghi nhận sự hiện diện Northern pike trong khu vực Aquitaine thời Pleistocen (cách đây 2,5 triệu năm) cho thấy chúng có nguồn gốc từ sông Dordogne và Garone. Đây là những loại cá dữ thích sống ở nơi nước ít chảy, ven bờ sông, bờ hồ có nhiều cây cỏ. Cá chó là một trong những loại cá nước ngọt có khả năng thích nghi tốt nhất chúng sống được ở những nơi nước rất lạnh, cũng ở được trong nước ấm và cả nước bùn lầy. Loại cá chó này có nhiều ở Bắc Mỹ và Bắc Âu. Cá chó biểu hiện cho một sức sống mãnh liệt, dũng mãnh và rất thông minh nên việc bắt được loài vật này là rất khó.

## Các loài
Hiện có các loài sau đây đã được ghi nhận:
- Esox aquitanicus Denysa, Dettaib, Persatc, Hautecœura & Keitha, 2014 (Aquitanian pike) [4]
- Esox americanus (American pickerel)
  - Esox americanus americanus J. F. Gmelin, 1789 (Redfin pickerel)
  - Esox americanus vermiculatus Lesueur, 1846 (Grass pickerel)
- Esox cisalpinus Bianco & Delmastro, 2011 (= Esox flaviae Lucentini et al. 2011 [5]) (Southern pike)
- Esox lucius Linnaeus, 1758 (Northern pike) Cá chó phương Bắc gọi đơn giản là cá chó ở Anh, Ireland, hầu hết các vùng của Hoa Kỳ, hoặc jackfish tại Canada hoặc chỉ đơn giản là "Northern" tại vùng Trung Tây Thượng của Hoa Kỳ), là một loài cá ăn thịt của chi Esox. Chúng là điển hình của nước lợ và nước ngọt ở Bắc bán cầu.
- Esox masquinongy Mitchill, 1824 (Muskellunge) hay cá muskellunge là một loài cá nước ngọt không phổ biến ở Bắc Mỹ, thành viên lớn nhất của họ Esocidae. Chúng còn có các tên gọi khác như muscallonge, milliganong, maskinonge, muskie hoặc musky.
- Esox niger Lesueur, 1818 (Chain pickerel)
- Esox reichertii Dybowski, 1869 (Amur pike)
- Hóa thạch Esox kronneri Grande, 1999[6]

Trong số chúng, loài cá chó Aquitanian là loài mới được phát hiện năm 2014 trong hệ thống thoát nước Adour, của Pháp. Các con cá dạng này sống trong hệ thống cống rãnh ở Rhine, sông Seine, Loire và Rhône đã có hồ sơ ghi chép từ lâu. Loài cá mới được đặt tên là Aquitanian pike (Esox aquitanicus) vì mẫu thu được ở Aquitaine. Cá mới có màu xám nhưng dọc hai bên lườn là những sọc vàng, xanh khá lạ mắt với 16 - 30 thanh màu như vậy, cá trưởng thành có thêm những vạch nhỏ màu cẩm thạch. Loài cá mới này có thể dài hơn 1 m. Những con cá mới này hiện đang có ở Charente, Dordogne, Eyre, và Adour. 
Các con cá Aquitanian pike (Esox aquitanicus) có đặc điểm sinh thái, hành vi và cách săn mồi gần giống với Northern pike và có thể lai với nhau khi chung sống.

## Đặc điểm
Cá chó kiên nhẫn ẩn mình giữa cây cỏ dưới nước, chúng ngụy trang nhờ những đốm đen trắng trên người và lặng im bất động suốt một thời gian dài, chờ những con mồi lơ đãng đến đúng tầm. Khi thời cơ đến, cá chó lao ra, chộp con mồi bằng hai cái hàm chắc khỏe. Cá chó tấn công với tốc độ nhanh, nên khó có con mồi nào chạy thoát. Đến 90% thức ăn của cá chó là những con cá có kích thước nhỏ, nhưng cá chó cũng bắt ăn thêm bất cứ động vật sống nào mà hàm của chúng chộp được. Cá chó ăn cả côn trùng, rắn, vịt con, ếch nhái, tôm, chim nước, loài gặm nhấm và nhiều loại thú có vú nhỏ khác. Kích thước thức ăn vừa miệng nhất của cá chó là từ 1/3 đến 1/2 kích thước cơ thể chúng. Cá chó lớn cũng thích ăn thịt cả những con cá chó nhỏ hơn. Những con cá chó to (thường là cá cái) còn ăn cả cá chết, cá sắp chết hay cá bệnh.
Răng của cá chó không thể cắn đứt con mồi mà chỉ có chức năng giữ chặt con mồi và đẩy con mồi xuống thực quản nhờ vào chuyển động xen kẽ của hàm trên và hàm dưới. Dịch tiêu hóa của cá chó rất mạnh, có thể tiêu hủy không chỉ con mồi mà còn làm tiêu biến luôn cả lưỡi câu, muỗng thép hay dây kim loại. Do vậy, cá chó chẳng ngần ngại gì mà không tấn công và ăn cả những con cá đang bị mắc câu. Khi những con cá chó lớn bị bắt hết, những con cá chó nhỏ hơn sẽ phát triển vì loại đi được 1 kẻ thù. Trong tự nhiên, cá chó lớn thường ăn thịt cá chó nhỏ hơn, tự tạo ra sự cân bằng sinh thái. Nhiều nơi người ta còn gọi cá chó là "sói nước", "sát thủ ao hồ", hay "cá mập nước ngọt".

## Sinh trưởng
Cá cái to hơn cá đực. Vào đầu xuân, khi băng tuyết bắt đầu tan ra thì cũng là lúc cá chó đẻ trứng bên rìa nước, thậm chí trên các đồng cỏ ngập nước do tuyết tan. Một con cá nặng 1,4 kg có thể đẻ 35.000 trứng, một con nặng 13 kg có thể đẻ ra 300.000 trứng. Nhiều cá đực bơi theo sau cá cái để thụ tinh cho trứng. Tuy nhiên, những con cá cái to lớn sau khi đẻ trứng xong có thể quay sang ăn thịt cả những con cá đực vừa mới thụ tinh cho trứng của mình. Cá bố và cá mẹ không hề chăm sóc trứng lẫn cá con. Trứng bám chặt vào cây cỏ và nở sau 10-15 ngày, tỉ lệ trứng được thụ tinh là trên 50%, trứng và con non sau đó chết rất nhiều.
Con cá non vẫn bám vào thân cây cỏ, nhờ cái giác hút ở phía trước đầu cho đến khi lòng đỏ trứng được dùng hết. Lúc này con non bắt đầu chuyển sang ăn động vật không xương sống nhỏ. Phần lớn trứng và con non mới nở trở thành mồi cho cá chó lớn, cá rô, cá tuế, chim nước, thú nước và một số loại côn trùng. Chưa tới 0,1% trứng phát triển được đến lúc trưởng thành. Hầu hết thời gian cá chó non phải sống ẩn nấp, tránh kẻ thù. Nhờ thói quen ăn nhiều nên cá non lớn rất nhanh, trong vòng 1 năm đã dài đến 20 cm.
Cá chó lớn có hai kẻ thù chính: Cá mút đá và con người. Loại cá này thường bị người ta lùng bắt bởi chúng ăn nhiều loại cá có giá trị kinh tế. Người ta đã biết xem cá chó như là một loại cá dùng cho môn thể thao câu cá. Cá chó vẫn năng động ngay cả vào mùa đông nước giá lạnh, chúng lại rất háu ăn nên dễ bị mắc câu. Cá chó cái trong thời gian đẻ trứng thường xuất hiện không ở nơi nước cạn nên dễ dàng trở thành mồi của gấu, chó và những động vật ăn thịt khác.